# لوح الأقدار

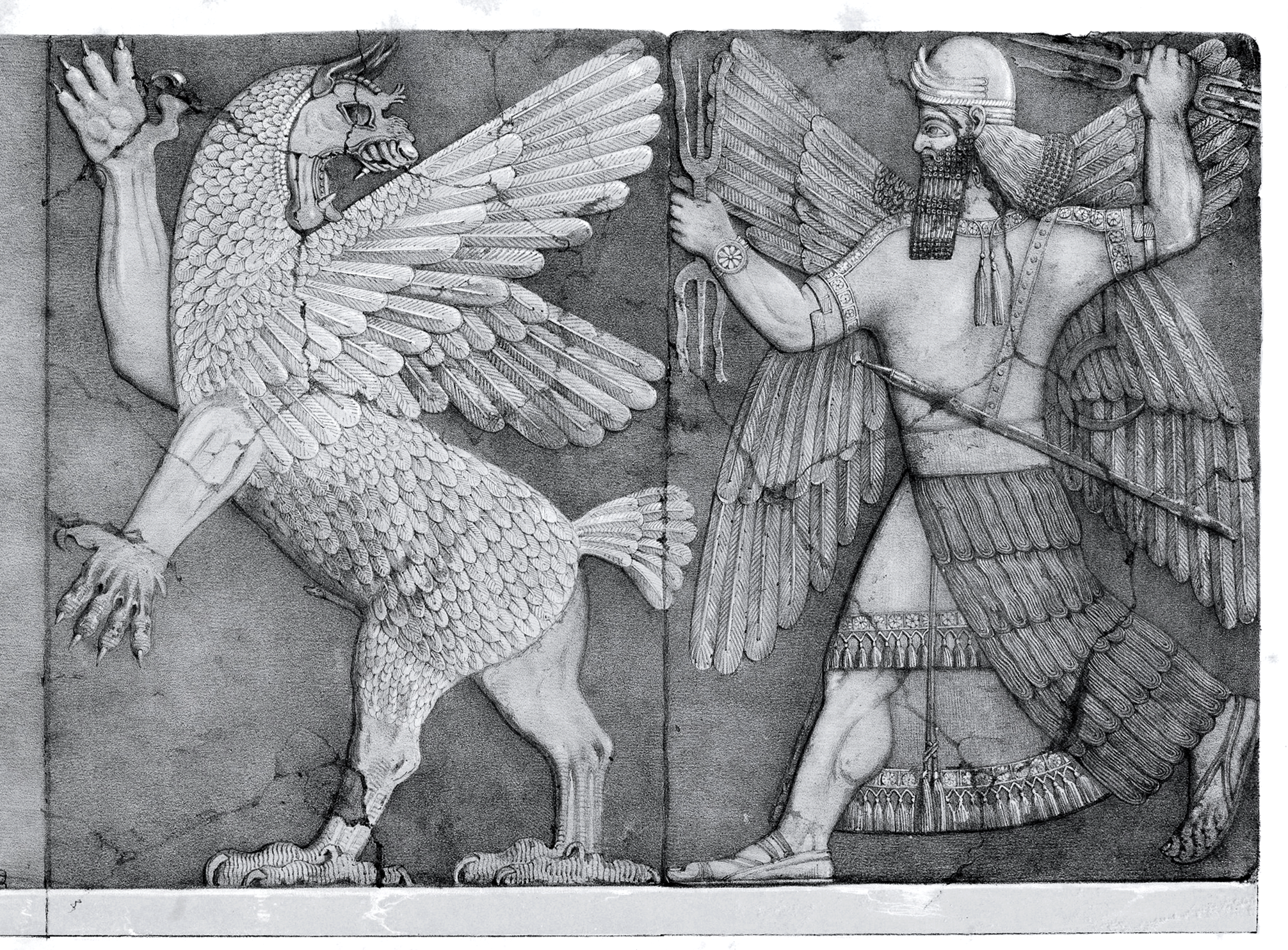
نينورتا (إلى اليمين) يهاجم أنزو (إلى اليسار) ليستعيد «لوح الأقدار». من نقش حجري في معبد نينورتا في نمرود، العراق.

في الأساطير الرافدية، لوح الأقدار ؛ كان لوحاً طينياً متصوراً منقوش عليه كتابة مسمارية، كما يعتقد أنه كان يحمل أختام إسطوانية، كصك قانوني دائم، يخول الإله إنليل سلطته العليا كحاكم للعالم.
في القصيدة السومرية نينورتا والسلحفاة، الرب الذي يحمل اللوح هو إنكي، وليس إنليل. تتشارك هذه القصيدة وقصيدة أنزو الأكادية القلق حول سرقة اللوح بواسطة الطائر إمدوجود (في القصيدة السومرية) أو أنزو (في القصيدة الأكادية). ويفترض أن من يملك لوح الأقدار يحكم الكون. في قصة الخلق البابلية، فإن تيامات، إلهة البحر، تمنح اللوح إلى كينجو وتـُسـْلـِمه قيادة جيشها. بعد ذلك، مردوخ، البطل المختار من قبل الآلهة، يحارب ويدمر تيامات وجيشها. ويستولي مردوخ على لوح الأقدار لنفسه، ومن ثم يعزز حكمه بين الآلهة.

## الهامش
1. ↑  اسمه ليس كالخطأ الشائع، ألواح الأقدار.
2. ↑  "The Electronic Text Corpus of Sumerian Literature". etcsl.orinst.ox.ac.uk. مؤرشف من الأصل في 2015-09-16. اطلع عليه بتاريخ 2017-08-28.
3. ↑  Oxford، مؤرشف من الأصل في 2017-06-16.
4. ↑  Black، J؛ Green، A (1992)، "Tablet of Destinies"، Gods, Demons and Symbols of Ancient Mesopotamia: An Illustrated Dictionary، London: British Museum Press.
5. ↑  Antiqillum، مؤرشف من الأصل في 2015-09-23.